# Бывшие посёлки городского типа Башкортостана
Бывшие посёлки городского типа Башкортостана — посёлки городского типа (рабочие, дачные и курортные), потерявшие этот статус в связи с административно-территориальными преобразованиями.

## А
- Агидель — пгт с 1984 года. Преобразован в город в 1991 году.
- Аксаково — пгт с 1931 года. Преобразован в сельский населённый пункт в 2004 году.
- Аксеново — пгт с 1976 года. Преобразован в сельский населённый пункт в 2004 году.
- Алкино-2 — пгт с 1990 года. Преобразован в сельский населённый пункт в 2004 году.
- Амзя — пгт с 1962 года. Преобразован в сельский населённый пункт в 2004 году.

## Б
- Баймак-Таналыково — пгт с 1928 года. Преобразован в город Баймак в 1938 году.
- Бакр-Узяк — пгт с 1938 года. Преобразован в сельский населённый пункт в 1940—50-е годы.
- Благовещенский — пгт с 1932 года. Преобразован в город Благовещенск в 1941 году.
- Бурибай — пгт с 1938 года. Преобразован в сельский населённый пункт в 2004 году.

## В
- Верхнеаршинский — преобразован в сельский населённый пункт в 1976 году.
- Верхний Авзян — пгт с 1942 года. Преобразован в сельский населённый пункт в 2004 году.
- Воскресенское — пгт с 1980 года. Преобразован в сельский населённый пункт в 2004 году.

## Д
- Давлеканово — пгт с 1928 года. Преобразован в город в 1942 году.
- Дёма — пгт с 1938 года. Вошёл в состав города Уфы в 1944 году.
- Дюртюли — пгт с 1964 года. Преобразован в город в 1989 году.

## Е
- Ермолаево — пгт с 1949 года. Преобразован в сельский населённый пункт в 2004 году.

## З
- Зигазинский — пгт с 1928 года. Преобразован в сельский населённый пункт в 1940-50-е годы.
- Зирган — пгт с 1980 года. Преобразован в сельский населённый пункт в 2004 году.

## И
- Иглино — пгт с 1963 года. Преобразован в сельский населённый пункт в 2004 году.
- Инзер — пгт с 1965 года. Преобразован в сельский населённый пункт в 2004 году.
- Ишимбай — пгт с 1934 года. Преобразован в город Ишимбай в 1940 году.

## К
- Кананикольское — пгт с 1963 года. Преобразован в сельский населённый пункт в 1996 году.
- Кандры — пгт с 1955 года. Преобразован в сельский населённый пункт в 2004 году.
- Караидельский — пгт с 1944 года. Преобразован в сельский населённый пункт Сосновый Бор в 1999 году.
- Краснознаменский — пгт с 1949—1950 годов. Вошёл в черту города Стерлитамак в 1957 году.
- Красноусольский — пгт с 1928 года. Преобразован в сельский населённый пункт в 2004 году.
- Краснохолмский — пгт с 1957 года. Преобразован в сельский населённый пункт в 2004 году.
- Красный Ключ — пгт с 1928 года. Преобразован в сельский населённый пункт в 2004 году.
- Кудеевский — пгт с 1949 года. Преобразован в сельский населённый пункт в 2004 году.
- Кумертау — пгт с 1949 года. Преобразован в город в 1953 году.

## Л
- Ломовка — пгт с 1963 года. Преобразован в сельский населённый пункт в 2004 году.

## М
- Малоучалинский (Малые Учалы) — пгт с 1950-x годов. Объединен с другими поселками и преобразован в город Учалы в 1963 году.
- Маячный — пгт с 1954 года. Преобразован в сельский населённый пункт в 2004 году.
- Мелеуз — пгт с 1938 года. Преобразован в город в 1958 году.
- Миндяк — пгт с 1938 года. Преобразован в сельский населённый пункт в 2004 году.
- Мурсалимкино — пгт с 1989 года. Преобразован в сельский населённый пункт в 2004 году.

## Н
- Нефтекамск — пгт с 1957 года. Преобразован в город в 1963 году.
- Нижнетроицкий — пгт с 1927 года. Преобразован в сельский населённый пункт в 2004 году.
- Николо-Берёзовка — пгт с 1959 года. Преобразован в сельский населённый пункт в 2004 году.
- Новомихайловский — пгт с 1957 года. Преобразован в сельский населённый пункт в 2004 году.

## О
- Октябрьский — пгт с 1940 года. Преобразован в город в 1946 году.

## П
- Павловка — пгт с 1952 года. Преобразован в сельский населённый пункт в 2004 году.
- Первомайский — пгт с 1942 года. Преобразован в сельский населённый пункт в 2005 году.
- Первомайский — пгт с 1949—1950 годов. Вошёл в черту города Стерлитамак в 1957 году.
- Прибельский — пгт с 1961 года. Преобразован в сельский населённый пункт в 2004 году.

## Р
- Раевский — пгт с 1938 года. Преобразован в сельский населённый пункт в 2004 году.

## С
- Салават — пгт с 1949 года. Преобразован в город в 1954 году.
- Семилетка — пгт с 1963 года. Преобразован в сельский населённый пункт в 2004 году.
- Серафимовский — пгт с 1952 года. Преобразован в сельский населённый пункт в 2004 году.
- Сибай — пгт с 1938 года. Преобразован в город в 1955 году.
- Субханкулово — пгт с 1963 года. Преобразован в сельский населённый пункт в 2004 году.

## Т
- Тирлянский — пгт с 1928 года. Преобразован в сельский населённый пункт в 2004 году.
- Тубинский — пгт с 1928 года. Преобразован в сельский населённый пункт в 2004 году.
- Туймазы — пгт с 1937 года. Преобразован в город в 1960 году.
- Тукан — пгт с 1938 года. Преобразован в сельский населённый пункт в 2004 году.
- Туяляс — преобразован в сельский населённый пункт в 2004 году.

## У
- Улу-Теляк — пгт с 1975 года. Преобразован в сельский населённый пункт в 2004 году.
- Урман — пгт с 1947 года. Преобразован в сельский населённый пункт в 2004 году.

## Ш
- Шакша — пгт с 1959 года. Вошёл в состав города Уфы в 1980 году.
- Шафраново — пгт с 1931 года. Преобразован в сельский населённый пункт в 2004 году.

## Э
- Энергетик — пгт с 2004 года. Преобразован в сельский населённый пункт в 2005 году.

## Ю
- Юмагузино — пгт с 1986 года. Преобразован в сельский населённый пункт в 2004 году.

## Я
- Янаул — пгт с 1938 года. Преобразован в город в 1991 году.